# Volksrepubliek Benin
Volksrepubliek Benin (Frans: République populaire du Bénin) werd vanaf 30 november 1975 de nieuwe benaming voor hetgeen voordien de Republiek Dahomey heette. 

Deze naamswijziging werd doorgevoerd door toenmalig president Mathieu Kérékou die met zijn marxistisch-leninistische partij van het land een socialistische staat wilde maken. 

De volksrepubliek kwam ten einde op 1 maart 1990 toen een nieuwe grondwet werd aangenomen, waarmee de marxistisch-leninistische structuur werd afgeschaft en de huidige Republiek Benin werd opgericht.